# Charézier
Charézier – miejscowość i gmina we Francji, w regionie Burgundia-Franche-Comté, w departamencie Jura.
Według danych na rok 1990 gminę zamieszkiwało 116 osób, a gęstość zaludnienia wynosiła 13 osób/km² (wśród 1786 gmin Franche-Comté Charézier plasuje się na 627. miejscu pod względem liczby ludności, natomiast pod względem powierzchni na miejscu 502.).